# Afromochtherus zoropegus
Afromochtherus zoropegus là một loài ruồi trong họ Asilidae. Afromochtherus zoropegus được Londt miêu tả năm 2002. Loài này phân bố ở vùng nhiệt đới châu Phi.